# آویستون (ایلینوی)
آویستون (به انگلیسی: Aviston) یک روستا در ایالات متحده آمریکا است که در ایلینوی واقع شده‌است. آویستون ۴٫۱۱ کیلومتر مربع مساحت و ۱٬۹۴۵ نفر جمعیت دارد.